# Wangfujing

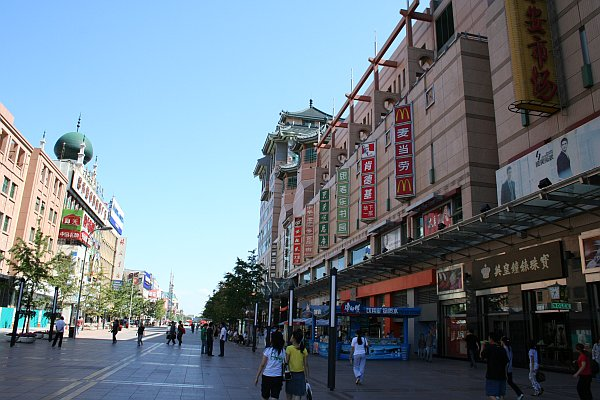
Strada pedonale di Wangfujing

Wangfujing (cinese semplificato: 王府井; pinyin: Wángfǔjǐng; traduzione letterale: pozzo del palazzo del principe) è uno dei viali più famosi di Pechino, adibito allo shopping e situato nel distretto di Dongcheng. Per quasi tutta la sua lunghezza, la strada è proibita al traffico di automobili e veicoli motorizzati.

A partire dall'epoca della dinastia Ming, Wangfujing è stata teatro di intense attività commerciali, mentre durante la dinastia Qing vi furono costruite tenute aristocratiche e residenze principesche. Fu in questo periodo che vi fu scoperto un pozzo d'acqua dolce, il quale diede il nome alla strada (da "wang fu", che significa residenza principesca e "jing", che significa pozzo). Nel 1903, vi fu istituito il mercato di Dong'an.

## Posizione
La strada inizia da Wangfujing Nankou (letteralmente, "porta meridionale"), dove sono localizzati il centro commerciale Oriental Plaza ed il Beijing Hotel. Percorrendo il viale verso nord, si scorge la fine all'altezza del centro commerciale Xin Dong'an Plaza, dopo esser passati di fronte al Wangfujing Xinhua Bookstore, al Beijing Department Store ed al Beijing Foreign Languages Bookstore.

## Storia

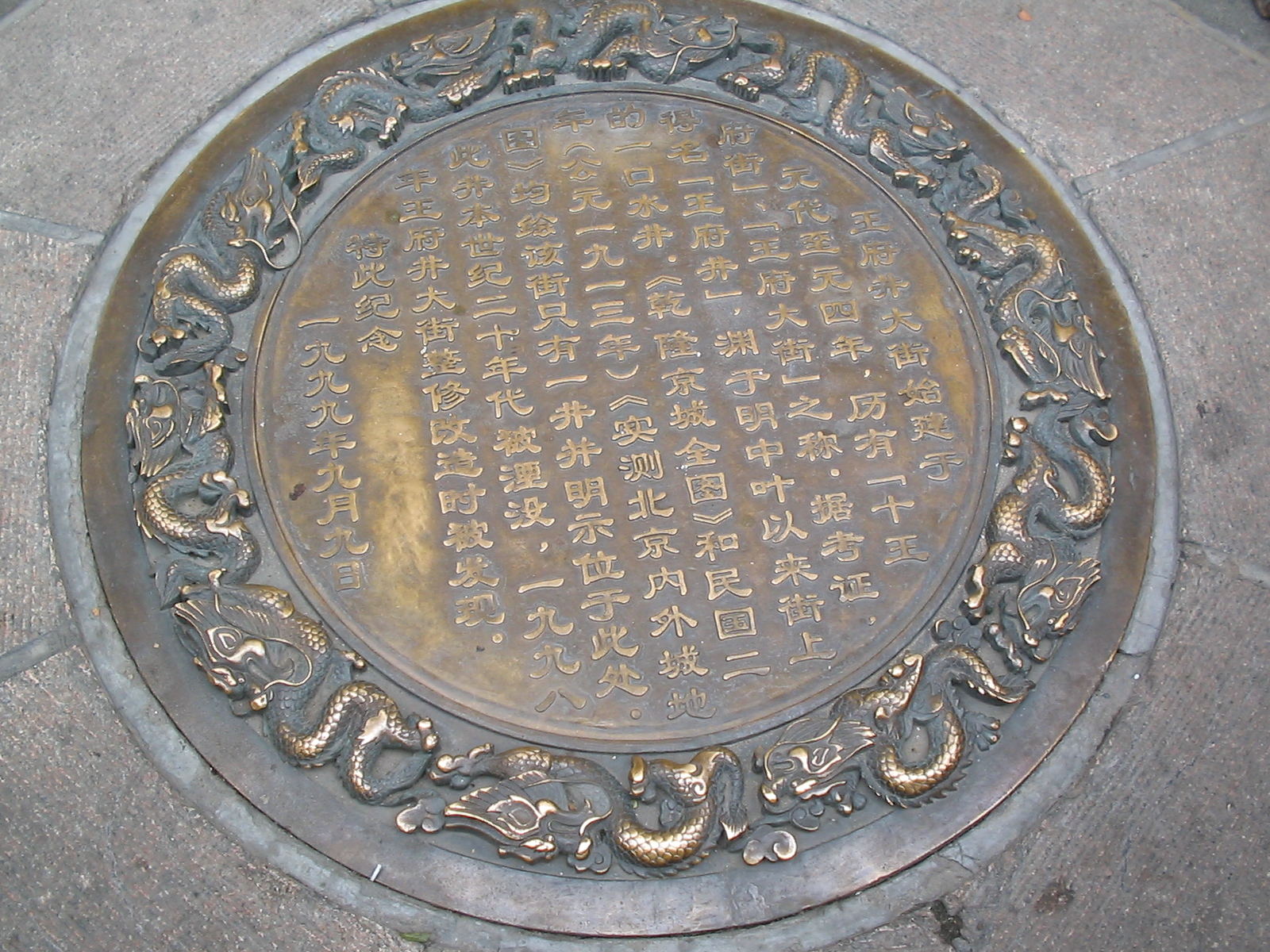
Il pozzo Wangfu, dal quale deriva il nome di Wangfujing

In passato, il viale era conosciuto anche con il nome inglese di Morrison Street, in onore del giornalista australiano George Ernest Morrison. Wangfujing è considerata una delle aree del "centro" di Pechino, insieme al distretto di Liulichang.
Il viale è stato aperto al traffico fino ai tardi anni '90, tuttavia tra il 1999 ed il 2000 è stato adibito ad uso esclusivamente pedonale (ad eccezione dei tram per i tour turistici). Attualmente il traffico scorre ad est della strada.

## Negozi
Wangfujing è casa di 280 negozi di famosi marchi pechinesi, quali il negozio di cappelli Shengxifu, il negozio di scarpe Tongshenghe e la casa da tè Wuyutai. Sulla strada si trovano anche lo studio fotografico che ha fornito gli scatti della prima classe politica della repubblica cinese, oltre al centro commerciale New China Woman and Children, fondato da Soong Ching-ling (moglie di Sun Yat-sen).

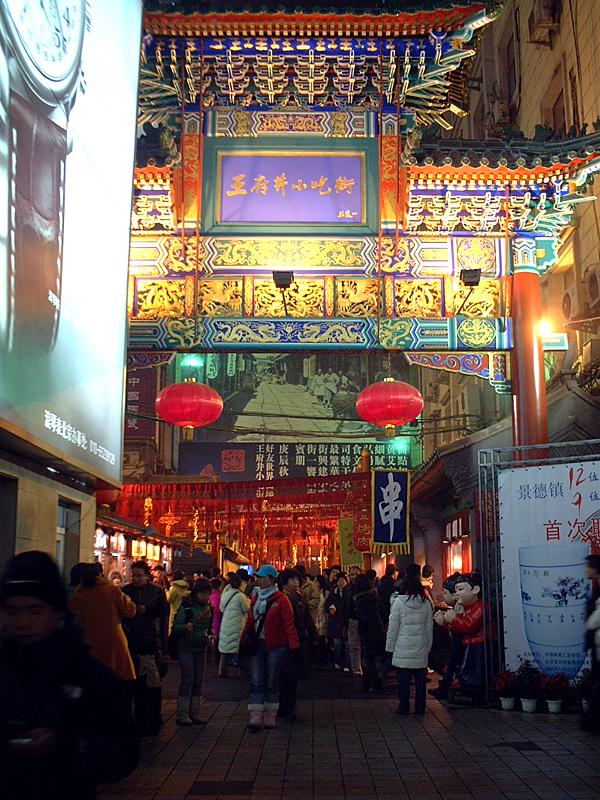
Grande paifang che segna l'inizio della strada gastronomica di Wangfujing

## Cibo e gastronomia
La strada gastronomica di Wangfujing, localizzata negli hutong appena ad ovest del viale principale, è densamente popolata di piccoli ristoranti e bancarelle di cibo da strada. Tali bancarelle servono una grande varietà di spuntini comuni o più esotici, tra i quali i più popolari sono i cosiddetti chuanr (spiedini di carne, per lo più di agnello) e i dolci, in particolar modo i tanghulu (spiedini di frutta caramellata).
Tra i tanti cibi esotici, si trovano anche insetti alla brace, scorpioni e parti di animali che normalmente non trovano riscontro nella cultura gastronomica dei paesi occidentali. Questi cibi, tuttavia, non fanno completamente parte dell’antica e ricca tradizione culinaria cinese, ma sono per lo più un’attrazione turistica.
A nord, perpendicolare a Wangfujing, si trova la strada Donghuamen, nella quale si svolge uno dei caratteristici mercati notturni.

## Trasporti

### Metropolitana
Raggiungibile tramite la linea 1 e della linea 8 della metropolitana di Pechino, la stazione di Wangfujing è situata nella parte meridionale della strada ed è ad una sola fermata di distanza dalla parte orientale di piazza Tiananmen.

## Galleria d'immagini

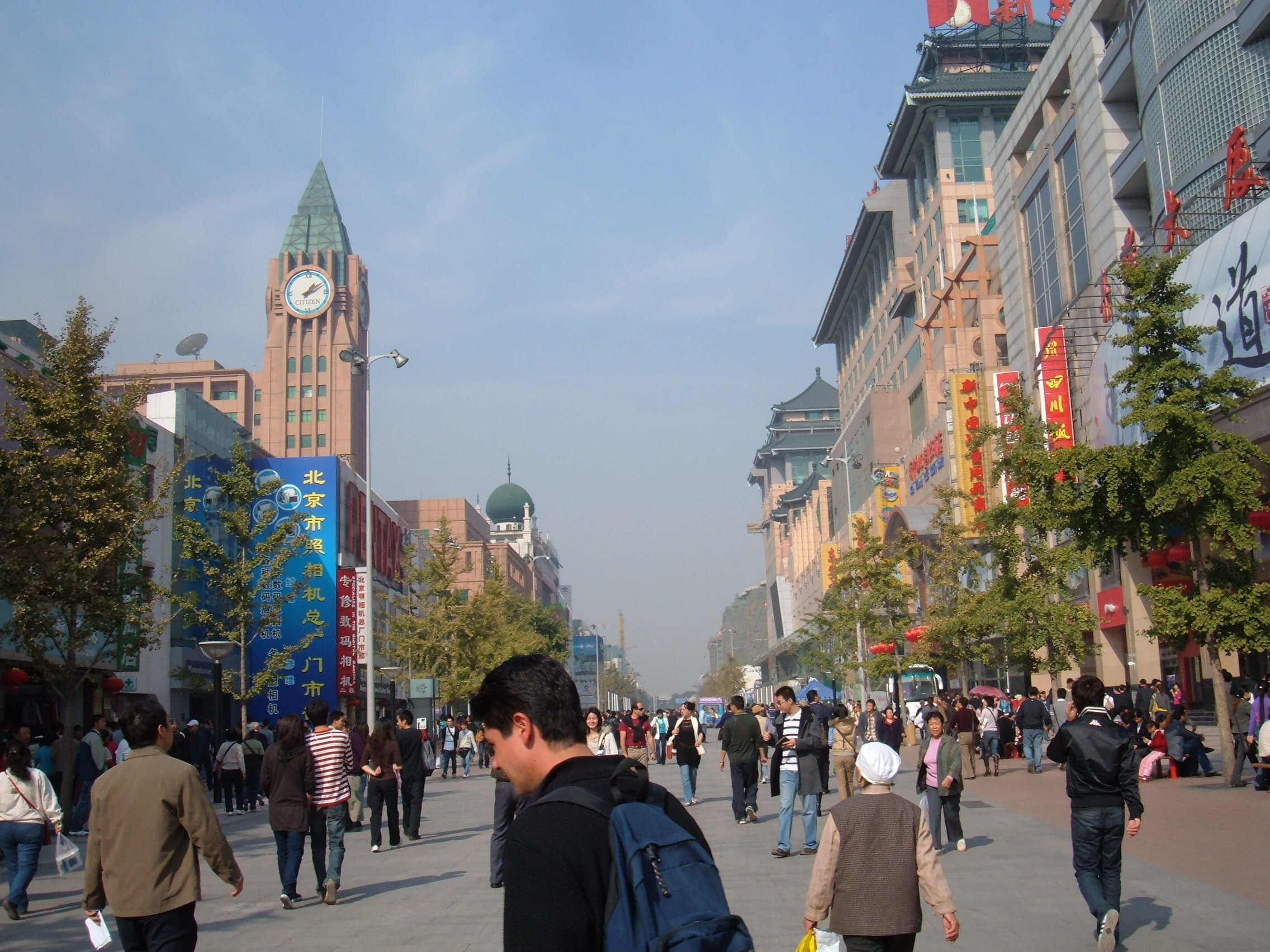
Viale pedonale di Wangfujing
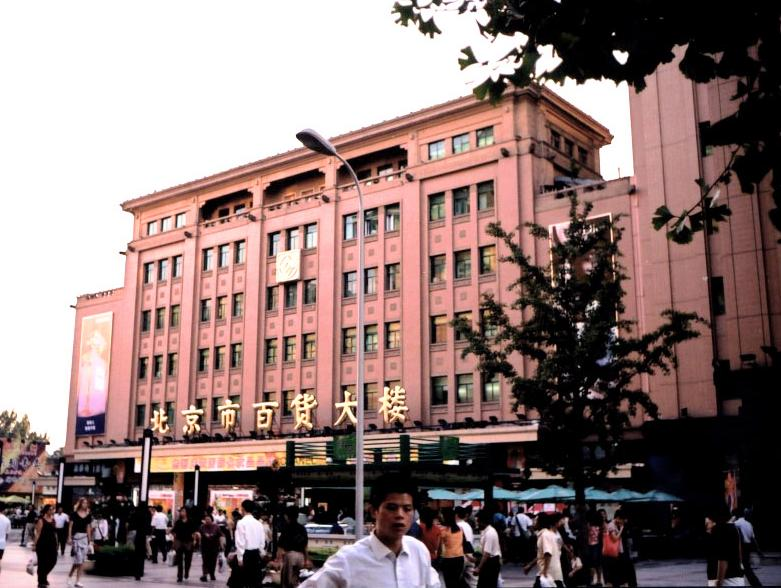
Centro commerciale Wangfujing Beijing
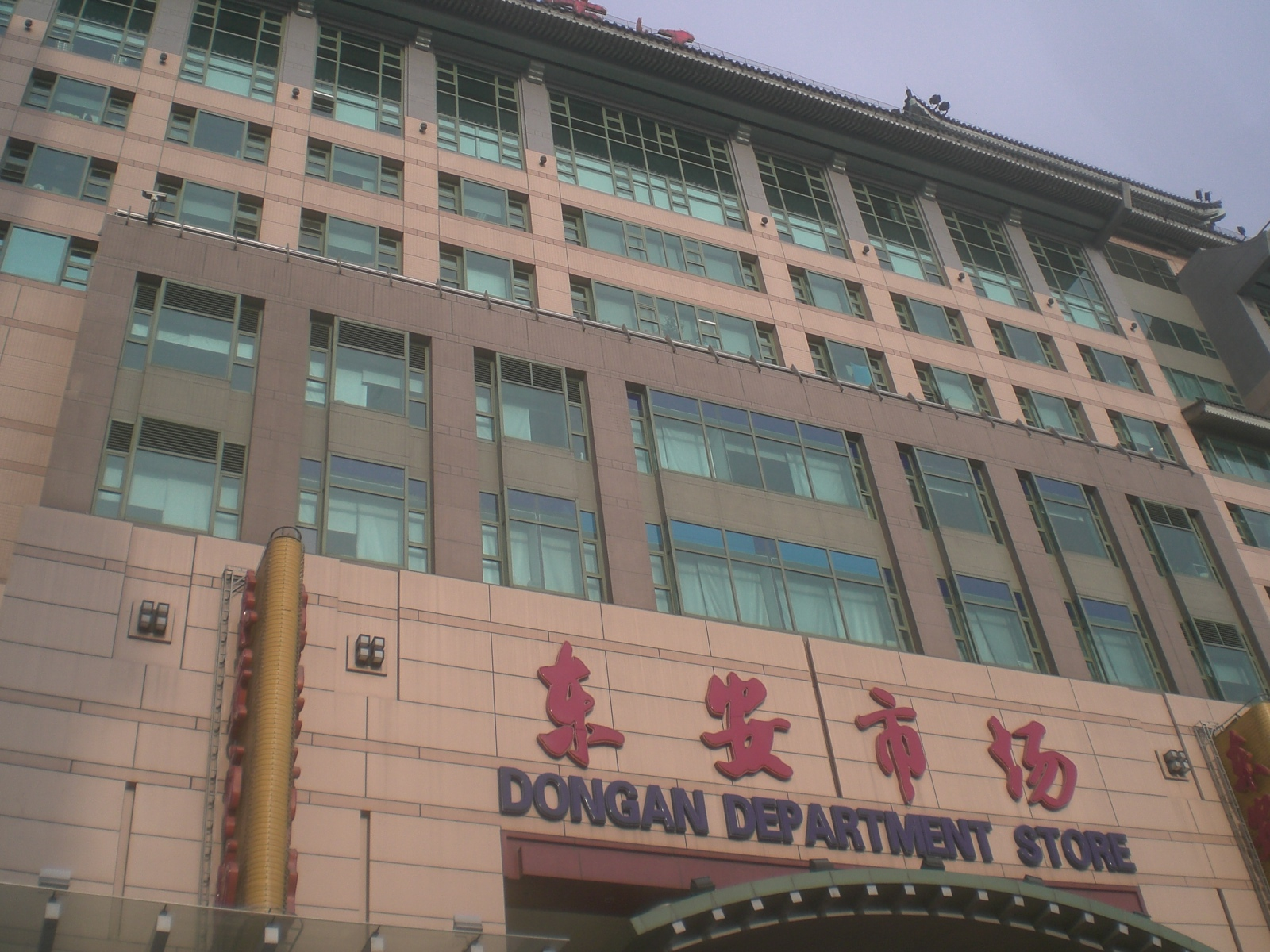
Centro commerciale Dong An
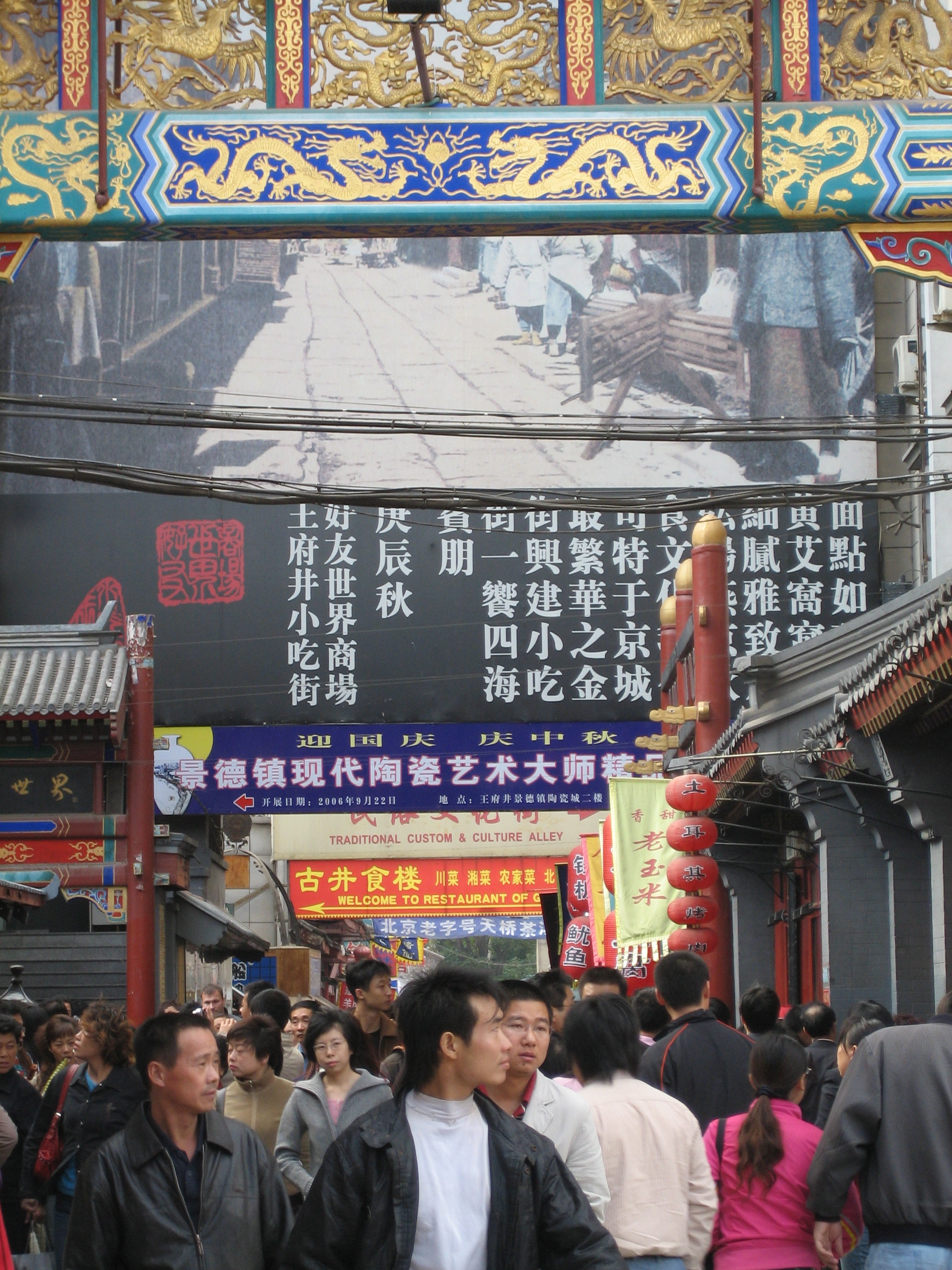
Strada gastronomica a Wangfujing
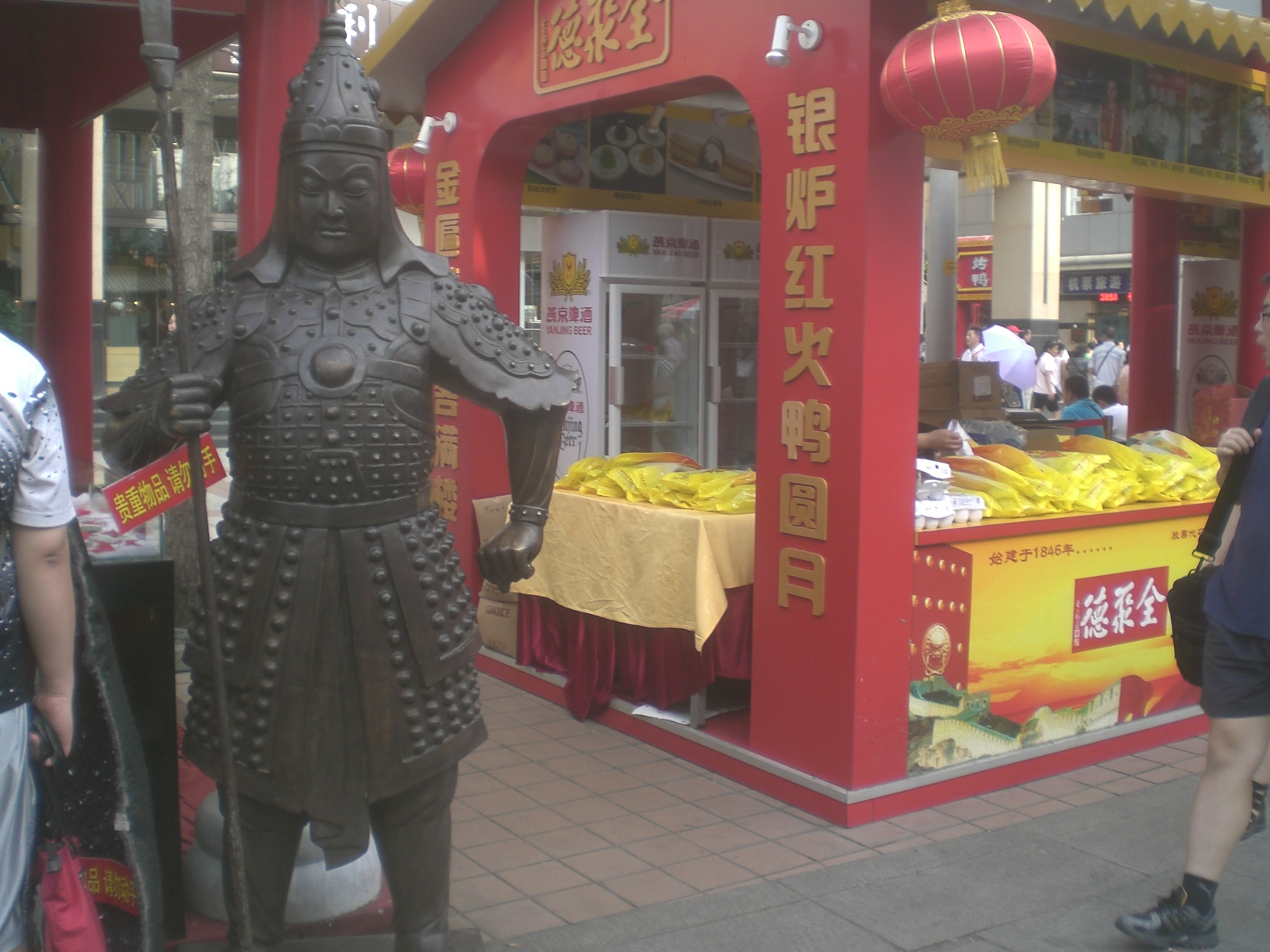
Figurina bronzea a guardia della bancarella dell'anatra laccata alla pechinese Quanjude
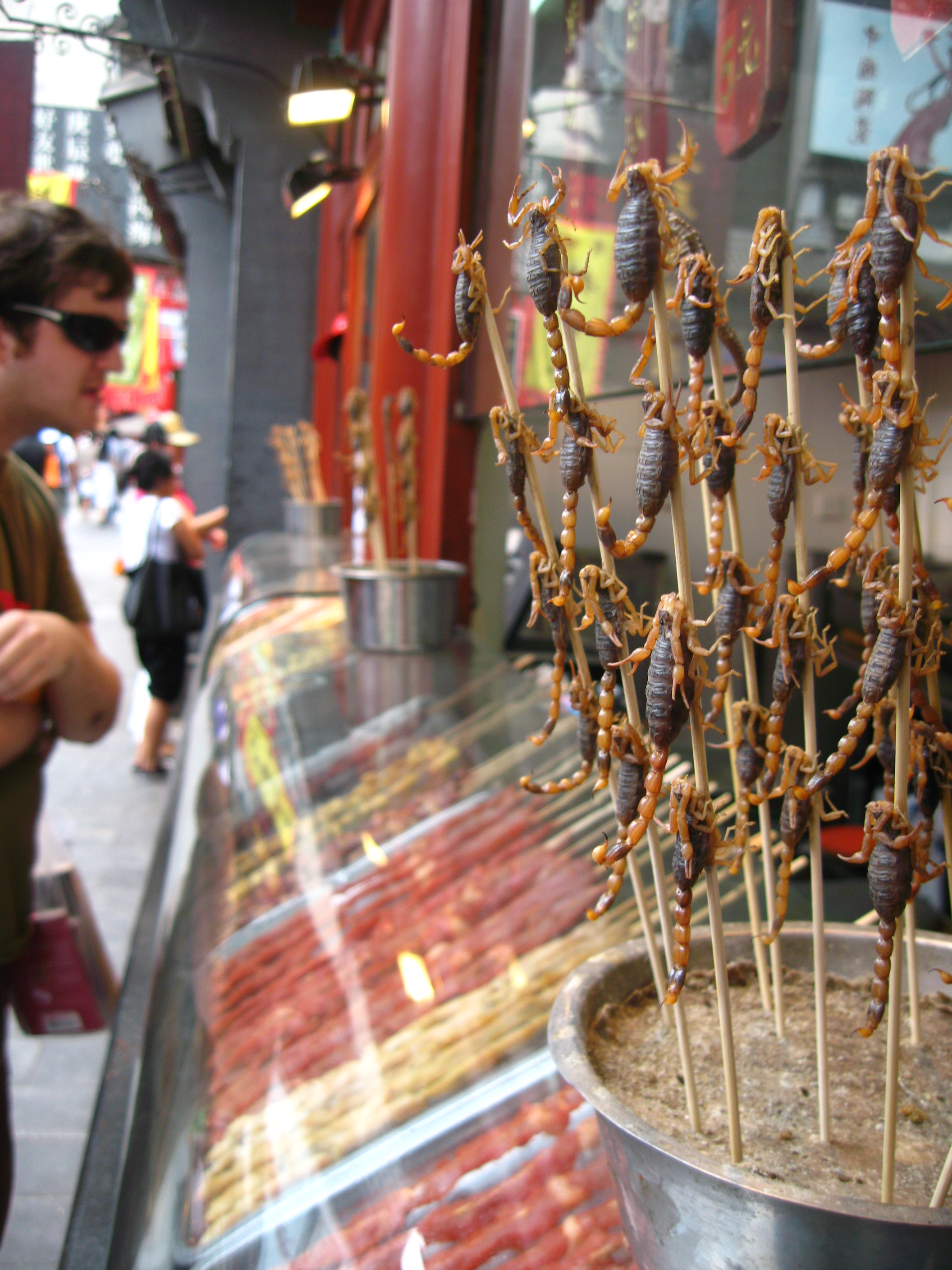
Scorpioni fritti
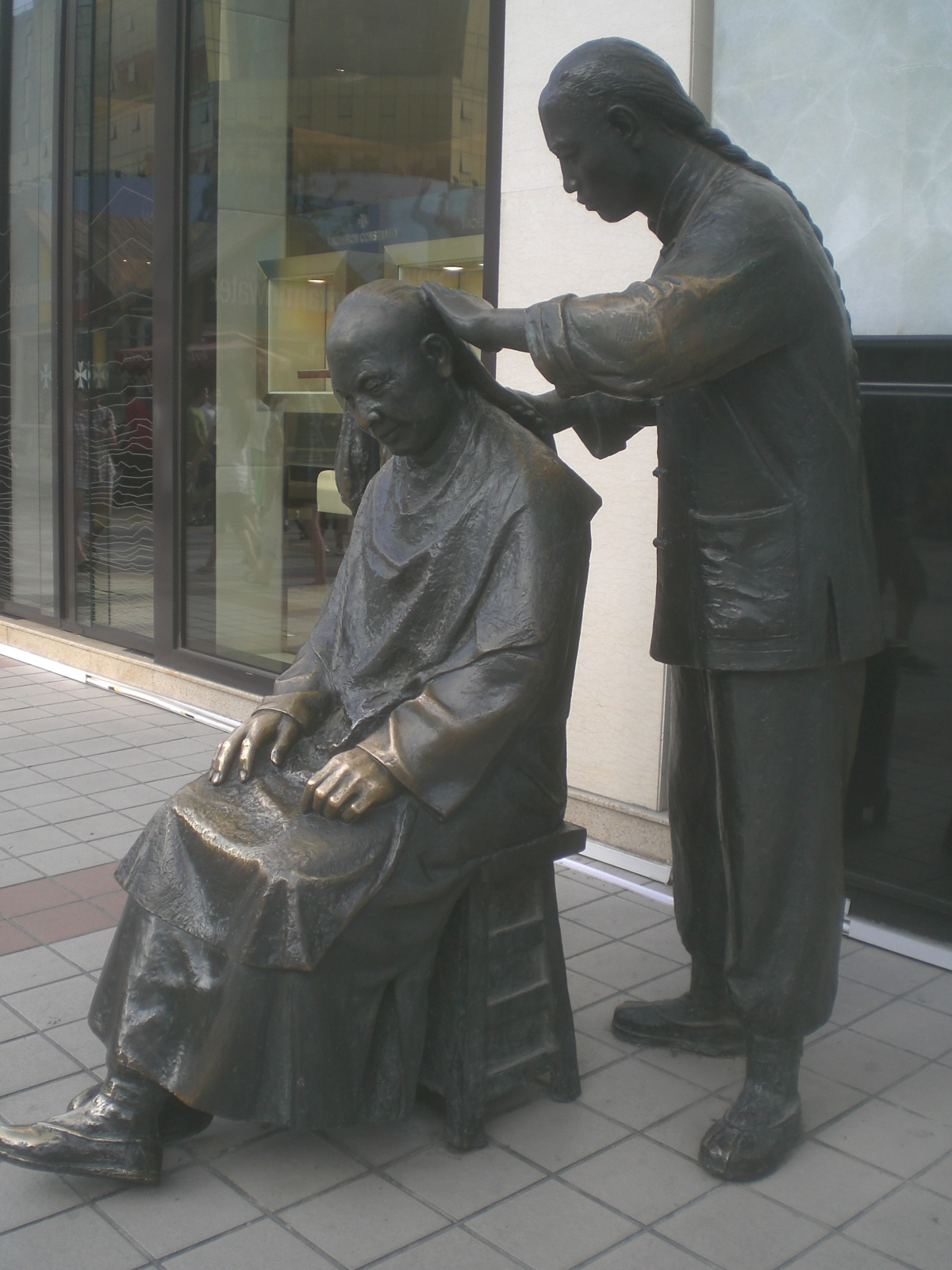
Scultura di bronzo di un barbiere di strada nella vecchia Pechino
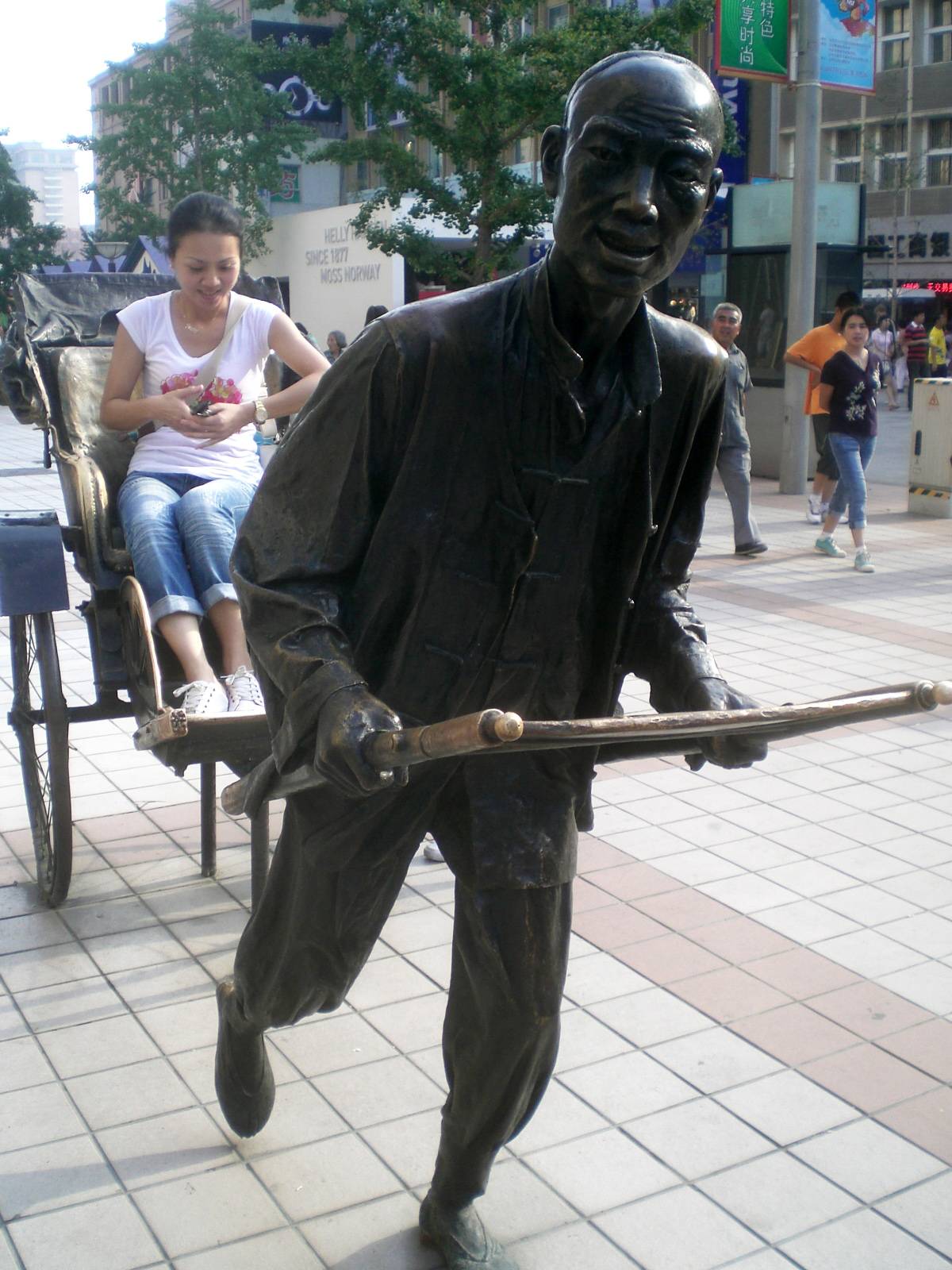
Scultura di bronzo di un risciò nella vecchia Pechino
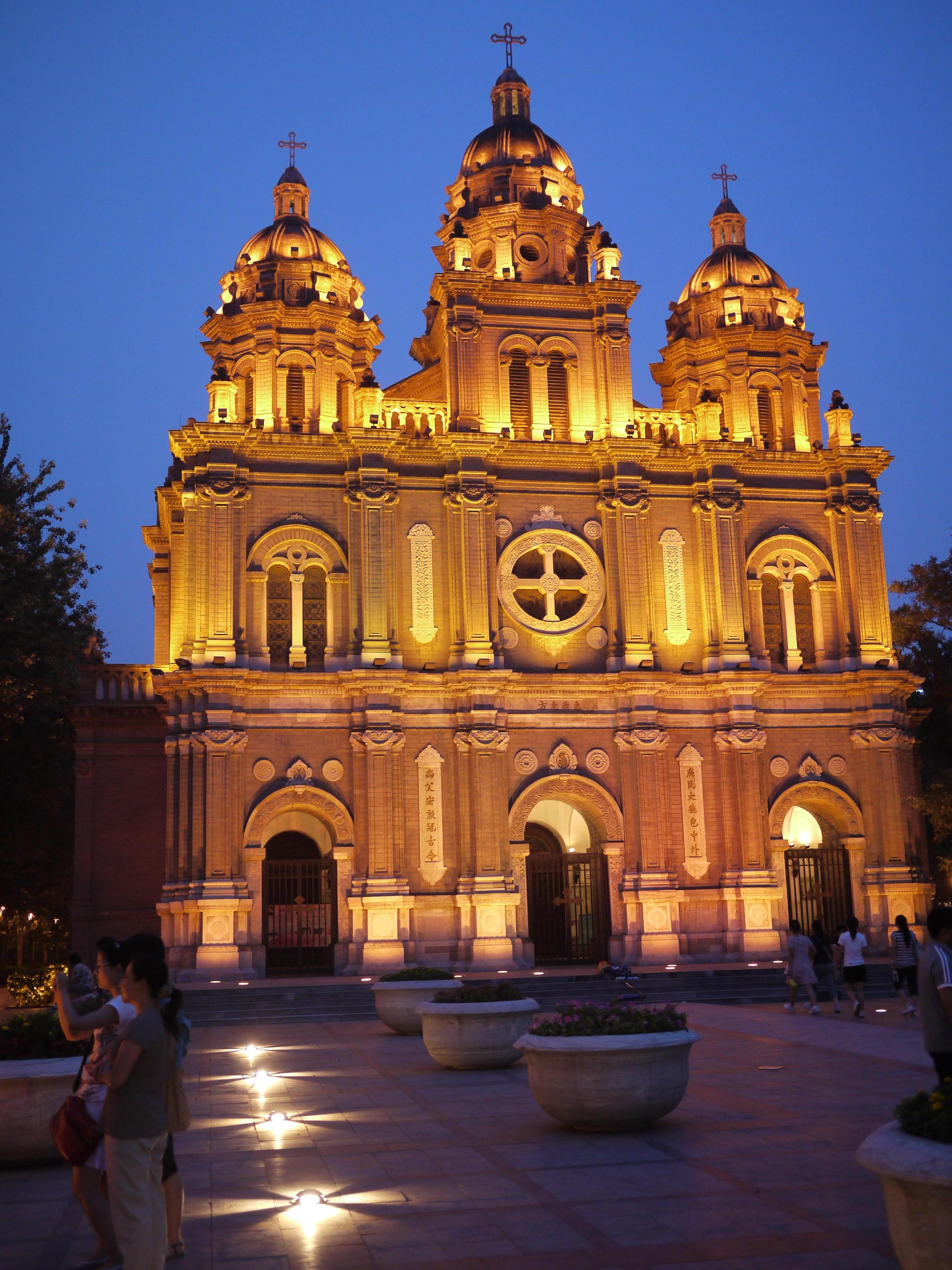
Chiesa di St. Joseph, conosciuta anche come Cattedrale di Wangfujing